# Paradiastylis belone
Paradiastylis belone är en kräftdjursart som beskrevs av Fage 1945. Paradiastylis belone ingår i släktet Paradiastylis och familjen Diastylidae. Inga underarter finns listade i Catalogue of Life.